# Interiors (Brad)
Interiors è il secondo album in studio della rock band statunitense dei Brad. È stato pubblicato il 24 giugno 1997 per l'etichetta discografica Epic Records.

## Il disco
L'album è stato registrato nei mesi di dicembre 1996 e gennaio 1997 presso lo Studio Litho di Seattle, Washington, di proprietà del chitarrista Stone Gossard. La band ha affidato la produzione a Nick DiDia che aveva già lavorato assieme a Gossard come tecnico del suono degli album dei Pearl Jam Vitalogy (1994) e No Code (1996). Il disco è caratterizzato da un suono più pulito rispetto a quello di debutto, Shame. Da quest'album è stato estratto il singolo The Day Brings con Mike McCready dei Pearl Jam alla chitarra solista. Tutte le canzoni sono state composte da Stone Gossard, Regan Hagar, Shawn Smith, e Jeremy Toback.
Il tour promozionale ha toccato gli Stati Uniti d'America e il Canada nel 1997 per arrivare in Australia e in Nuova Zelanda nel 1998.

## Tracce
1. Secret Girl – 3:13
2. The Day Brings – 3:43
3. Lift – 4:39
4. I Don't Know – 3:39
5. Upon My Shoulders – 4:37
6. Sweet Al George – 4:03
7. Funeral Song – 4:58
8. Circle & Line – 3:42
9. Some Never Come Home – 4:23
10. Candles – 2:20
11. Those Three Words – 5:39

### Tracce bonus dell'edizione giapponese
1. Seance – 3:33
2. Heaven Help – 4:18

## Formazione
Brad
- Stone Gossard – chitarra
- Regan Hagar – batteria
- Shawn Smith – voce principale, pianoforte, organo
- Jeremy Toback – basso

Musicisti aggiuntivi
- Bashiri Johnson – percussioni
- Mike McCready – chitarra in "The Day Brings"
- Brendan O'Brien – tastiera in "I Don't Know", chitarra in "Lift", "I Don't Know" e "Some Never Come Home"
- Wendy Sutter – violoncello in "Upon My Shoulders"

## Posizioni in classifica
L'album ha raggiunto la posizione 30 della classifica Top Heatseekers.